# گروه آرتی
گروه آرتی (انگلیسی: ARETI Group) شرکت نفت و گاز روس است، که در سال ۱۹۹۲ تأسیس شد.